# Хоцемисль
Хоцемисль (пол. Chociemyśl, нім. Kotzemeuschel) — село в Польщі, у гміні Котля Ґлоґовського повіту Нижньосілезького воєводства.
Населення — 369 осіб (2011).
У 1975-1998 роках село належало до Легницького воєводства.

## Демографія
Демографічна структура станом на 31 березня 2011 року:
|          | Загалом | Допрацездатний вік | Працездатний вік | Постпрацездатний вік |
| -------- | ------- | ------------------ | ---------------- | -------------------- |
| Чоловіки | 178     | 32                 | 126              | 20                   |
| Жінки    | 191     | 43                 | 112              | 36                   |
| Разом    | 369     | 75                 | 238              | 56                   |